# Wake Up! (album de John Legend et des Roots)
Pour les articles homonymes, voir Wake Up.
Albums par The Roots
How I Got Over
(2010) Undun
(2011)
Albums par John Legend
Evolver
(2008) Love in the Future
(2013)
Singles
1. Wake Up Everybody
Sortie : 29 avril 2010
2. Hard Times
Sortie : 7 septembre 2010

Wake Up! est un album collaboratif des Roots et de John Legend, sorti le 21 septembre 2010.

## Contenu
Wake Up! est un album de reprises de chansons soul des années 60 et 70 reliées entre elles par le thème de l'engagement civique.
John Legend et les Roots ont dit avoir été inspirés par l'élection présidentielle américaine de 2008. Dans une interview donnée à Billboard, John Legend a expliqué la conception de l'album en déclarant : « J'étais au milieu de la campagne pour Barack Obama et je me sentais inspiré par l'atmosphère qui régnait dans le pays à cette époque, aussi j'ai voulu faire quelque chose musicalement qui reflèterait ce moment ».
Le titre de l'album est inspiré d'une chanson éponyme du groupe canadien Arcade Fire.

## Critique et succès commercial
L'album a été accueilli favorablement par la critique. Le site Metacritic lui a attribué le score de 77 sur 100, basé sur 21 commentaires « généralement favorables ».
L'album s'est classé 3e au Top R&B/Hip-Hop Albums et 8e au Billboard 200 avec 63 000 exemplaires vendus la première semaine.
Il a été nommé pour le Grammy Award 2010 du « meilleur album de RnB ».

## Liste des titres
| No  | Titre                                                        | Auteur                                                               | Contient un (des) sample(s) de                                                       | Durée |
| --- | ------------------------------------------------------------ | -------------------------------------------------------------------- | ------------------------------------------------------------------------------------ | ----- |
| 1.  | Hard Times (featuring Black Thought)                         | Curtis Mayfield                                                      |                                                                                      | 5:16  |
| 2.  | Compared to What                                             | Gene McDaniels                                                       |                                                                                      | 6:26  |
| 3.  | Wake Up Everybody (featuring Common et Melanie Fiona)        | Victor Carstarphen, Gene McFadden, John Whitehead                    |                                                                                      | 4:26  |
| 4.  | Our Generation (The Hope of the World) (featuring CL Smooth) | Leon Moore, Corey Penn                                               | Our Generation d'Ernie Hines                                                         | 3:15  |
| 5.  | Little Ghetto Boy (Prelude) (featuring Malik Yusef)          | Owen Biddle, Kirk Douglas, James Poyser, Ahmir Thompson, Malik Yusef |                                                                                      | 1:58  |
| 6.  | Little Ghetto Boy (featuring Black Thought)                  | Earl DeRouen, Edward U. Howard                                       |                                                                                      | 5:26  |
| 7.  | Hang on in There                                             | Mike James Kirkland                                                  |                                                                                      | 7:15  |
| 8.  | Humanity (Love the Way It Should Be)                         | Prince Lincoln Thompson                                              | Humanity (Love the Way It Should Be) de Prince Lincoln Thompson and The Royal Rasses | 3:49  |
| 9.  | Wholy Holy                                                   | Renaldo Benson, Al Cleveland, Marvin Gaye                            | Wholy Holy de Marvin Gaye                                                            | 5:50  |
| 10. | I Can't Write Left Handed                                    | Ray Jackson, Bill Withers                                            |                                                                                      | 11:44 |
| 11. | I Wish I Knew How It Would Feel to Be Free                   | Dick Dallas, Billy Taylor                                            |                                                                                      | 2:42  |
| 12. | Shine                                                        | John Stephens                                                        |                                                                                      | 4:43  |

| 13. | Shine (Waiting for Superman Version)                                     | John Stephens                                     | 4:29 |
| 14. | Wake Up Everybody (Live in Studio Performance) (featuring Black Thought) | Victor Carstarphen, Gene McFadden, John Whitehead | 5:12 |